# Челекено-Дагестанское нефтяное общество
Челекено-Дагестанское нефтяное общество — основано в 1902 году в дореволюционной России. Штаб-квартира компании располагалась в Москве.

## История
Компания занималась поиском новых месторождений нефти и обслуживанием нефтяных приисков, также разведкой прочих залежей полезных ископаемых в Терской области, Дагестанской области, Бакинской губернии, на острове Челекен, Закаспийской области и в других регионах Российской империи, а также проектами по обслуживанию заводов для переработки нефти и других веществ. Вместе с тем занималась торговлей нефтью и нефтепродуктов. Стартовый капитал компании составлял − 1.000.000. рублей. Акции-1000 именных акций по 1000 рублей с купонами на 10 лет.
Состав правления Председатель В. П. Глебов. Директоры: В. И. Барханский, В. Д. Брянский и князь С. Н. Трубецкой.
В предприятие входили нефтеносные земли рядом с городом Грозным, остров Челекен и в Дагестане. В тот период добыча велась только на Грозненском участке, где имелись 6 скважин, но и этот участок предлагалось сдать в аренду на условиях утвержденных общим собранием акционеров 5 мая 1904 года. На территориях Челекенских и Дагестанских земель компания временно не вела никакой деятельности. Конторы общества находились в городе Грозном, Петровске и на острове Челекен. В июне 1913 г. «Товарищество нефтяного производства братьев Нобель» приобрело 60 % пакет акций «Челекено-Дагестанского нефтяного общества» и таким образом включило его в состав своей корпорации.